# مقاطعة برايس (ويسكونسن)
مقاطعة برايس (بالإنجليزية: Price County, Wisconsin)‏ هي إحدى مقاطعات ولاية ويسكونسن في الولايات المتحدة. تأسست سنة 1879، وتبلغ مساحتها 1,278 ميل مربع (3,310 كـم2)، بلغ عدد سكانها 14159 نسمة في عام 2010 حسب إحصاء مكتب تعداد الولايات المتحدة .

## وصلات خارجية
- الموقع الرسمي
- United States Counties